# کلوینگتن، ساسکاچوان
کلوینگتن، ساسکاچوان (به انگلیسی: Kelvington, Saskatchewan) یک منطقهٔ مسکونی در کانادا است که در ساسکاچوان واقع شده‌است. کلوینگتن ۳٫۸۹ کیلومتر مربع مساحت و ۸۶۴ نفر جمعیت دارد.